# Daniel Nielsen (Eishockeyspieler, 1980)
Daniel Kofoed Nielsen (* 31. Oktober 1980 in Herning) ist ein dänischer Eishockeyspieler, der seit Juli 2014 bei den Herning Blue Fox in der Metal Ligaen unter Vertrag steht.

## Karriere
Daniel Nielsen begann seine Karriere als Eishockeyspieler bei den Herning Blue Fox, für die er von 1998 bis 2007 in der AL-Bank Ligaen aktiv war. In dieser Zeit wurde er mit seiner Mannschaft in den Jahren 2001, 2003, 2005 und 2007 jeweils Dänischer Meister sowie 2000 Vizemeister und 2002 Dritter. 2006 wurde er außerdem in das All-Star Team der AL-Bank Ligaen gewählt. Zudem wurde er in der Saison 2006/07 als bester dänischer Spieler der AL-Bank Ligaen ausgezeichnet. Daraufhin wurde er von Leksands IF aus der HockeyAllsvenskan, der zweiten schwedischen Spielklasse, verpflichtet. Nachdem er mit der Mannschaft in der Kvalserien am Aufstieg in die Elitserien gescheitert war, kehrte er bereits nach einem Jahr wieder nach Herning zurück. Mit dem Team wurde er daraufhin in der Saison 2008/09 erneut Vizemeister und 2011 zum insgesamt fünften Mal dänischer Meister. In den Jahren 2009 und 2011 wurde er erneut in das All-Star Team der AL-Bank Ligaen gewählt.
Zur Saison 2011/12 wurde Nielsen von den Hamburg Freezers aus der Deutschen Eishockey Liga verpflichtet und absolvierte in den folgenden drei Jahren über 170 DEL-Spiele für die Freezers. Im Juli 2014 kehrte er zu den Blue Fox zurück.

### International

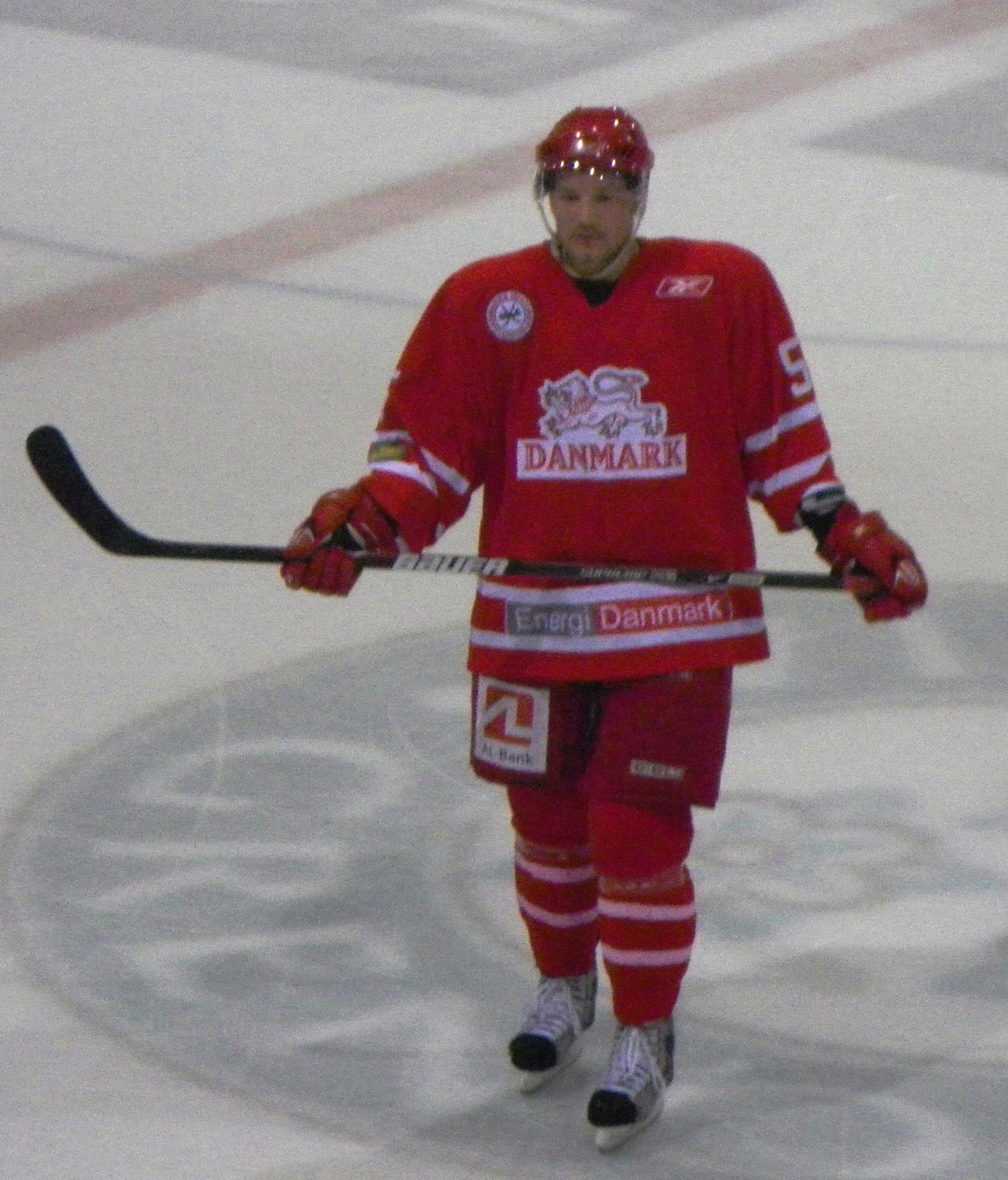
Daniel Nielsen im dänischen Nationaltrikot

Für Dänemark nahm Nielsen im Juniorenbereich an den U18-Junioren-B-Europameisterschaften 1997 und 1998 sowie den U20-Junioren-B-Weltmeisterschaften 1999 und 2000 teil. Im Seniorenbereich stand er im Aufgebot seines Landes bei der B-Weltmeisterschaft 2002 teil sowie den A-Weltmeisterschaften 2003, 2004, 2006, 2007, 2008, 2009, 2010, 2011 und 2012. Zudem spielte er für Dänemark bei den Qualifikationsturnieren für die Olympischen Winterspiele 2006 in Turin und 2010 in Vancouver.

## Erfolge und Auszeichnungen
| - 2000 Dänischer Vizemeister mit Herning Blue Fox - 2001 Dänischer Meister mit Herning Blue Fox - 2003 Dänischer Meister mit Herning Blue Fox - 2005 Dänischer Meister mit Herning Blue Fox - 2006 AL-Bank Ligaen All-Star Team - 2007 Dänischer Meister mit Herning Blue Fox | - 2007 Dänischer Spieler des Jahres der AL-Bank Ligaen - 2009 Dänischer Vizemeister mit Herning Blue Fox - 2009 AL-Bank Ligaen All-Star Team - 2011 Dänischer Meister mit Herning Blue Fox - 2011 AL-Bank Ligaen All-Star Team |

### International
- 2002 Aufstieg in die Top-Division bei der Weltmeisterschaft der Division I

## Statistik
(Stand: Ende der Saison 2013/14)